# روبنز كاردوسو
روبنز كاردوسو (بالبرتغالية: Rubens Cardoso‏) هو لاعب كرة قدم برازيلي في مركز الدفاع، ولد في 6 سبتمبر 1976 في ساو باولو في البرازيل. لعب مع أتلتيكو مينيرو وغريميو بورتو أليغرينزي ونادي إنترناسيونال ونادي بالميراس ونادي باهيا ونادي سانتوس ونادي غواراني ونادي كوريتيبا.

## وصلات خارجية
- روبنز كاردوسو على موقع الاتحاد الدولي (مؤرشف)  (الإنجليزية)
- روبنز كاردوسو على موقع قاعدة بيانات كرة القدم.إي يو (الإنجليزية)
- روبنز كاردوسو على موقع Soccerway.com (الإنجليزية)